# Modibo Keïta
Modibo Keïta (Bamako, 4 giugno 1915 – Kidal, 16 maggio 1977) è stato un politico maliano, che ricoprì la carica di Presidente del Mali dal 1960 al 1968 e quella di presidente della Federazione del Mali.

## Biografia
Nato nel villaggio di Bamako-Coura, nei pressi del centro di Bamako, allora capitale del Sudan francese. La sua famiglia era di origini maliane e praticava la religione musulmana. Dopo aver iniziato gli studi a Bamako, continuò alla École normale supérieure William Ponty di Dakar dove emerse per la sua eccellenza negli studi. All'inizio del 1936 lavorò come insegnante nei centri di Bamako, Sikasso e Timbuctu.

## L'attività politica
Iniziò l'attività politica partecipando come attivista all'interno di numerose associazioni ed in collaborazione con Daniel Ouezzin Coulibaly collaborò alla fondazione del movimento degli insegnanti dell'Africa occidentale; in seguito si unì alla cellula di Bamako del movimento politico di ispirazione comunista Groupes d'Etudes Communistes (GEC). Nel 1943 fondò la rivista anti-colonialista L'oeil de Kénédougou a causa dei cui articoli fu imprigionato nel 1946 per un periodo di tre settimane nel carcere francese di Prison de la Santé a Parigi. Nel 1945 fu eletto alla Quarta Repubblica francese come rappresentante della GEC e del Parti Démocratique Soudanais. Successivamente in quello stesso anno, insieme a Mamadou Konaté, fondò il movimento del Bloc soudanais che avrebbe in seguito dato vita al partito politico dell'Union Soudanaise-Rassemblement Démocratique Africain. Nell'ottobre 1946 fu tra i fondatori del Rassemblement Démocratique Africain o RDA, formatosi durante un'assemblea generale di delegati provenienti da tutte le colonie francesi d'Africa.
Il movimento ebbe come presidente il Presidente della Costa d'Avorio Félix Houphouët-Boigny, mentre Modibo Keïta assunse la carica di Segretario del partito affiliato del nuovo movimento, la Union Soudanaise-Rassemblement Démocratique Africain (US-RDA). Nel 1948 fu eletto consigliere generale del Sudan francese e nel 1956 ricoprì la carica di sindaco della capitale Bamako e membro dell'Assemblée nationale francese. In qualità di membro del parlamento francese ricoprì per ben due volte come segretario di Stato nel governo di Maurice Bourgès-Maunoury e di Félix Gaillard. Il 20 luglio 1960 venne eletto presidente dall'assemblea costituente della Federazione del Mali composta dall'unione dei due stati del Sudan francese, del Senegal, del Benin (allora Dahomey) e dell'Alto Volta. Tuttavia proprio a seguito della costituzione di questa nuova realtà politica si crearono le prime divisioni tra Modibo Keïta ed i suoi più stretti collaboratori ed alleati, in particolare con il poeta e politico senegalese Léopold Sédar Senghor, sul concetto di Socialismo africano. Mentre la maggioranza degli altri esponenti politici della Federazione del Mali propendeva per una versione democratica e moderata del Socialismo africano basata sulla gestione decentrata del potere, l'idea di Modibo Keïta era diametralmente opposta ed ispirata ad una idea nettamente marxista-leninista della Federazione con una forma statale fortemente centralizzata.

## L'indipendenza del Mali ed i problemi interni

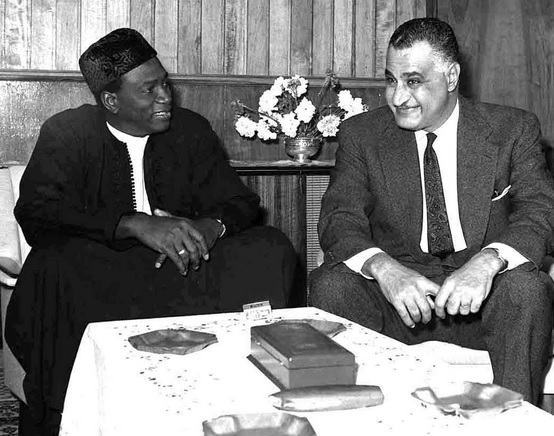
Modibo Keïta e Gamal Abd el-Nasser al vertice dell'Organizzazione dell'unità africana di Addis Abeba (1966)

Con lo scopo di difendere la sua impostazione politica, Modibo Keïta provocò della spaccature insanabili che portarono alla fine della Federazione del Mali e nel 1960 proclamò la totale indipendenza del Sudan francese con il nuovo nome di Repubblica del Mali. Si creò immediatamente una aspra tensione politica con il vicino Senegal, al punto da portare alla chiusura della linea ferroviaria Dakar-Kayes, fondamentale per le attività commerciali del Mali, causando così gravi problemi economici e un ulteriore isolamento del suo paese. Nel 1961 Keïta asserì ulteriormente la volontà indipendentista del Mali chiedendo ufficialmente la chiusura di alcune basi militari francese presenti sul territorio, e dando vita alla nuova moneta corrente nazionale, il Franco del Mali; queste ultime scelte politiche isolarono ulteriormente il Mali soprattutto allontanandolo dalla Francia.
Determinato a intraprendere la via per la costruzione di un paese ispirato all'idea del Socialismo africano, Keïta si adoperò per la nazionalizzazione delle aziende nazionali ed estere, ottenendo però come unico risultato la creazione di un vasto gruppo di organismi parassitari ed improduttivi. L'azione più forte dal punto di vista della nazionalizzazione delle imprese e delle attività produttive fu la creazione della Somiex, un ente statale creato per la gestione in regime monopolistico del commercio dei prodotti nazionali (canna da zucchero, tè, latte in polvere) e per la loro distribuzione nel territorio interno. Ciò diede vita tuttavia ad un vasto regime di sprechi e causò una grave inflazione che determinò a sua volta un forte malcontento nella popolazione, soprattutto tra le classi degli agricoltori e degli uomini d'affari.
Il malcontento portò a numerose manifestazioni di dissenso fino ad arrivare nel giugno 1968 allo sciopero degli agricoltori, i quali si rifiutarono in segno di protesta di pagare il sovvenzionamento forzato al partito unico del Presidente. Presso il centro cittadino di Ouélessébougou i contadini si rifiutarono di consegnare all'OPAM, l'azienda nazionalizzata per il commercio dei prodotti agricoli, le produzioni di miglio e seguirono da parte delle forze di polizia l'arresto il 19 giugno di quindici contadini, che vennero liberati con la forza dalla popolazione stessa.

## Il colpo di Stato del 1968
Il 19 novembre 1968 Keïta venne deposto da un colpo di Stato incoraggiato anche dall'assoluta mancanza di consenso popolare riguardo alle sue scelte politiche. Inizialmente, con lo scopo di non aggravare la situazione interna, gli stessi fautori del colpo di Stato chiesero a Keyta di ritornare al suo compito di Presidente con l'impegno di cambiare politica soprattutto in campo economico. Dopo il suo rifiuto i militari fautori del colpo di Stato formarono un Comitato Militare di Liberazione Nazionale capitanato dal tenente Moussa Traoré, il quale non aveva partecipato direttamente al colpo militare. Dopo l'istituzione del regime militare ed il suo rifiuto a collaborare, Keïta fu arrestato ed imprigionato nella città settentrionale di Kidal, dove morì il 16 maggio 1977.

## La visione pan-africana
L'intera carriera politica di questo statista africano è stata improntata e dedicata al suo desiderio di un'Africa unita come una sola realtà non solo geografica. Dopo l'infruttuosa esperienza della Federazione del Mali, ed il suo acceso dissidio con Senghor, Keïta tentò una nuova esperienza pan-africana in collaborazione con Ahmed Sékou Touré, presidente della Guinea e con Kwame Nkrumah, presidente del Ghana per la creazione della Unione degli Stati dell'Africa Occidentale. Questa visione pan-africana ebbe maggior successo con la creazione della Organizzazione dell'Unità Africana (OAU) nel 1963, realtà politica internazionale che venne poi sostituita nel 2002 dall'Unione africana.
Sempre nel 1963 Keïta si adoperò per la risoluzione di un importante conflitto internazionale scoppiato in terra d'Africa, ovvero la cosiddetta guerra delle sabbie, tra regno del Marocco ed Algeria. Nel tentativo di mediare tra le due nazioni organizzò un summit a Bamako e con la collaborazione del sovrano etiope riuscì ad arrivare ad una mediazione nei cosiddetti accordi di Bamako che portarono alla fine del conflitto.